# 陕西鹅耳枥
陕西鹅耳枥（学名：Carpinus shensiensis）是桦木科鹅耳枥属的植物，为中国的特有植物。分布在中国大陆的甘肃、陕西等地，生长于海拔10000米至15000米的地区，多生于山坡杂木林中，目前尚未由人工引种栽培。

## 别名
陕鹅耳枥（中国树木分类学）

## 异名
- Carpinus shensiensis Hu var. paucineura K. Y. Wang